# جان دیوین
جان دیوین (انگلیسی: John Devine؛ زادهٔ ۱۱ نوامبر ۱۹۵۸) بازیکن فوتبال اهل جمهوری ایرلند است.
از باشگاه‌هایی که در آن بازی کرده‌است می‌توان به باشگاه فوتبال آرسنال، باشگاه فوتبال بنگال شرقی، باشگاه فوتبال شامروک روورز، باشگاه فوتبال نوریچ سیتی، باشگاه فوتبال استوک سیتی، تیم ملی فوتبال جمهوری ایرلند، و باشگاه فوتبال بنگال شرقی اشاره کرد.
وی همچنین در تیم ملی فوتبال جمهوری ایرلند و تیم ملی فوتبال زیر 21 سال جمهوری ایرلند بازی کرده‌است.